# 17771 Elsheimer
17771 Elsheimer è un asteroide della fascia principale. Scoperto nel 1998, presenta un'orbita caratterizzata da un semiasse maggiore pari a 3,2419702 UA e da un'eccentricità di 0,1358218, inclinata di 2,27876° rispetto all'eclittica.